# Metallura aeneocauda
La metalura escamosa, colibrí escamoso o colibrí escamado (Metallura aeneocauda), es una especie de ave apodiforme de la familia Trochilidae (los colibríes) perteneciente al género Metallura. Es nativa de regiones alto-andinas del oeste de América del Sur.

## Distribución y hábitat
Se distribuye a lo largo de la pendiente oriental de la cordillera de los Andes desde el sureste de Perú (desde la cordillera Vilcabamba) hasta el centro de Bolivia (yungas de Cochabamba).
Esta especie es considerada localmente bastante común en sus hábitat naturales: los claros arbustivos en bosques nubosos y al límite del bosque, y algunas veces en laderas rocosas húmedas con hierbas y matorrales bajos. En altitudes entre 2500 y 3600 m, pero mayormente bien arriba de los 3000 m. Forrajea volando a unos dos metros del suelo.

## Sistemática

### Descripción original
La especie M. aeneocauda fue descrita por primera vez por el ornitólogo británico John Gould en 1846 bajo el nombre científico Trochilus aeneocauda; su localidad tipo es: «Bolivia».

### Etimología
El nombre genérico femenino «Metallura» es una combinación de las palabras del griego «metallon» que significa ‘metal’, y «oura» que significa ‘cola’; y el nombre de la especie «aeneocauda», se compone de las palabras del latín «aeneus» que significa ‘de color de bronce’, y «cauda» que significa ‘cola’.

### Taxonomía
La subespecie malagae ya fue tratada como una especie separada, pero las diferencias morfológicas no justifican tal separación.

### Subespecies
Según las clasificaciones del Congreso Ornitológico Internacional (IOC) y Clements Checklist/eBird  se reconocen dos subespecies, con su correspondiente distribución geográfica:
- Metallura aeneocauda aeneocauda (Gould), 1846 – pendiente oriental de los Andes desde el sureste de Perú (desde la cordillera Vilcabamba) hasta el centro oeste de Bolivia (yungas de La Paz)
- Metallura aeneocauda malagae Berlepsch, 1897 – Incachaca (en las yungas de Cochabamba), en el centro de Bolivia.